# Сан-П'єр-Нічето
Сан-П'єр-Нічето (італ. San Pier Niceto, сиц. San Pieru Nicetu) — муніципалітет в Італії, у регіоні Сицилія,  метрополійне місто Мессіна.
Сан-П'єр-Нічето розташований на відстані близько 490 км на південний схід від Рима, 175 км на схід від Палермо, 18 км на захід від Мессіни.
Населення — 2883 особи (2014).
Щорічний фестиваль відбувається 29 червня. Покровитель — святий Петро.

## Демографія
Населення за роками:

Станом на 1 січня 2023 року в муніципалітеті офіційно проживали 82 іноземці з 14 країн, серед них 47 громадян країн Євросоюзу.

## Сусідні муніципалітети
- Кондро
- Фьюмедінізі
- Гуальтієрі-Сікаміно
- Монфорте-Сан-Джорджо
- Паче-дель-Мела
- Санта-Лучія-дель-Мела